# Гай Фульвий Плавтиан
Гай Фу́львий Плавтиа́н (лат. Gaius Fulvius Plautianus) — римский государственный деятель конца II века — начала III века.

## Биография
Плавтиан происходил из североафриканского города Лептис-Магна. Историк Геродиан рассказывает о том, что он был родственником будущего императора Септимия Севера, возможно по линии матери Севера Фульвии Пии. Геродиан утверждает, что Плавциан «был выслан, будучи признанным виновным в измене и многих других преступлениях». По сообщениям античных писателей, в молодости Плавтиан был изгнан поскольку был уличен в участии в заговорах и совершении ряда преступлений. Дион Кассий упоминает человека, не называя его имени, который был изгнан проконсулом Африки Пертинаксом из Африки за алчность и разнузданность. Возможно, это был Плавтиан. Он начал свою карьеру в качестве сборщика 5%-го налога на наследство, затем был префектом, отвечающим за дороги и курьерскую службу.
Плавтиан, предположительно, женился достаточно рано. Имя его супруги неизвестно, но, скорее всего, её звали Гортензией. В их браке родился сын Гай Фульвий Плавтиан Готензиан и дочь Плавцилла. Предположительно, Плавтиан в эпоху правления Коммода или Пертинакса или уже при Септимии Севере занимал должность префекта вигилов. На этом посту по его приказу были схвачены и взяты в заложники дети Песценния Нигера, провозгласившего себя императором в Сирии, а также полководца Нигера Азеллия Эмилиана. В 193—194 годах Плавтиан принимал участие в походе Севера против Нигера и парфян. В 196 году он вместе с императором пребывал в Риме и занимался подготовкой к кампании против Клодия Альбина. Изначально Плавтиан был префектом претория вместе с Флавием Ювеналом (с 195/197 года), но затем стал единолично занимать эту должность (с 200 года). В 202 году Плавтиан вошёл в состав сената в ранге консуляра, возведен в патрицианское сословие. В 203 году он находился на посту ординарного консула вместе с Публием Септимием Гетой.
По мнению Диона Кассия, Плавтиан обладал большим могуществом, чем один из его предшественников Луций Элий Сеян. Имущество префекта было настолько большим, что после его смерти был назначен отдельный прокуратор для управления им. У него также была собственная свита.
В 197 году Плавтиан участвовал во второй кампании против парфян, командуя преторианской гвардией и II Парфянским легионом. В это время он вошёл в состав жреческих коллегий авгуров и понтификов. Вместе с этим он уничтожал сторонников Нигера, присваивая себе их собственность. Постепенно Септимий Север стал понимать, что Плавтиан сосредотачивает в своих руках большую власть и попытался сделать префекта Египта Квинта Эмилия Сатурнина вторым префектом претория, но спустя небольшой промежуток времени Эмилиан неожиданно скончался.
Около 201 года дочь Плавтиана Плавцилла была обручена с наследником императора Каракаллой. Возможно, эта идея принадлежала императору для примирения с префектом претория. Свадьбу наметили на апрель 203 года. Однако вскоре Септимий Север утратил доверие к своему префекту и приказал снести его статуи, нанеся ему тем самым обиду. Причиной же этого было то, что Плавтиан поставил своё изображение среди статуй императора и его родственников. Однако, несмотря на данные разногласия, Плавтиан оставался фаворитом государя.
Дион Кассий рассказывает о том, что, умирая, Публий Септимий Гета убедил своего брата, что тому необходимо уменьшить власть Плавтиана. Север понимал, что Гета прав и в результате лишил префекта большей части его полномочий, что не могло не возмутить Плавтиана. Геродиан пишет, что префект не смирился с посягновением на его могущество и составил заговор против императора с целью его убийства, которое должен был совершить трибун Сатурнин
Как рассказывает Дион Кассий, Каракалла «задумывался над тем, чтобы избавиться от могучего префекта». У него Сатурнин называется центурионом. Геродиан же не упоминает вольноотпущенника Эвода, воспитателя Каракаллы, который по Диону Кассию является организатором заговора против префекта. Надо заметить, что Эвод и Сатурнин были казнены по приказу Каракаллы после смерти Септимия Севера. Есть версия что и Плавтиан, и Каракалла не создавали никаких заговоров, а заговор был организован среди дворцовой стражи и вольноотпущенников, а его вдохновителем могла быть императрица Юлия Домна, ненавидевшая Плавтиана. В результате Плавтиан был убит. Дион Кассий не считал префекта организатором заговора в отличие от Геродиана.
Септимий Север разрешил похороны Плавтиана и отказался обвинить префекта претория в сенате. Состоялось формальное слушание, несколько товарищей Плавтиана были казнены, а сам он был предан проклятию памяти. Детей Плавтиана сослали на Липарские острова. Они были казнены в 211 году по приказу Каракаллы.